# اسپرانزا (جمهوری دومینیکن)
اسپرانزا (به لاتین: Esperanza) یک منطقهٔ مسکونی در جمهوری دومینیکن است که در استان والورده واقع شده‌است. اسپرانزا ۲۱۵٫۲۴ کیلومتر مربع مساحت و ۷۰٬۵۸۸ نفر جمعیت دارد و ۹۵ متر بالاتر از سطح دریا واقع شده‌است.